# Kompostblomflugor
Kompostblomflugor (Syritta) är ett släkte i familjen blomflugor.

## Kännetecken
Kompostblomflugor är små långsmala blomflugor med karakteristiskt uppsvällda baklår. Huvudet är ungefär lika brett som långt.

## Levnadssätt
Larverna lever på organiskt material i fuktiga miljöer som till exempel komposter. De vuxna flugorna besöker olika sorters blommor. 

## Utbredning
Det finns minst 60 arter i släktet varav de flesta finns i den etiopiska regionen. Sex arter har  palearktisk utbredning varav två finns i Europa.

## Systematik

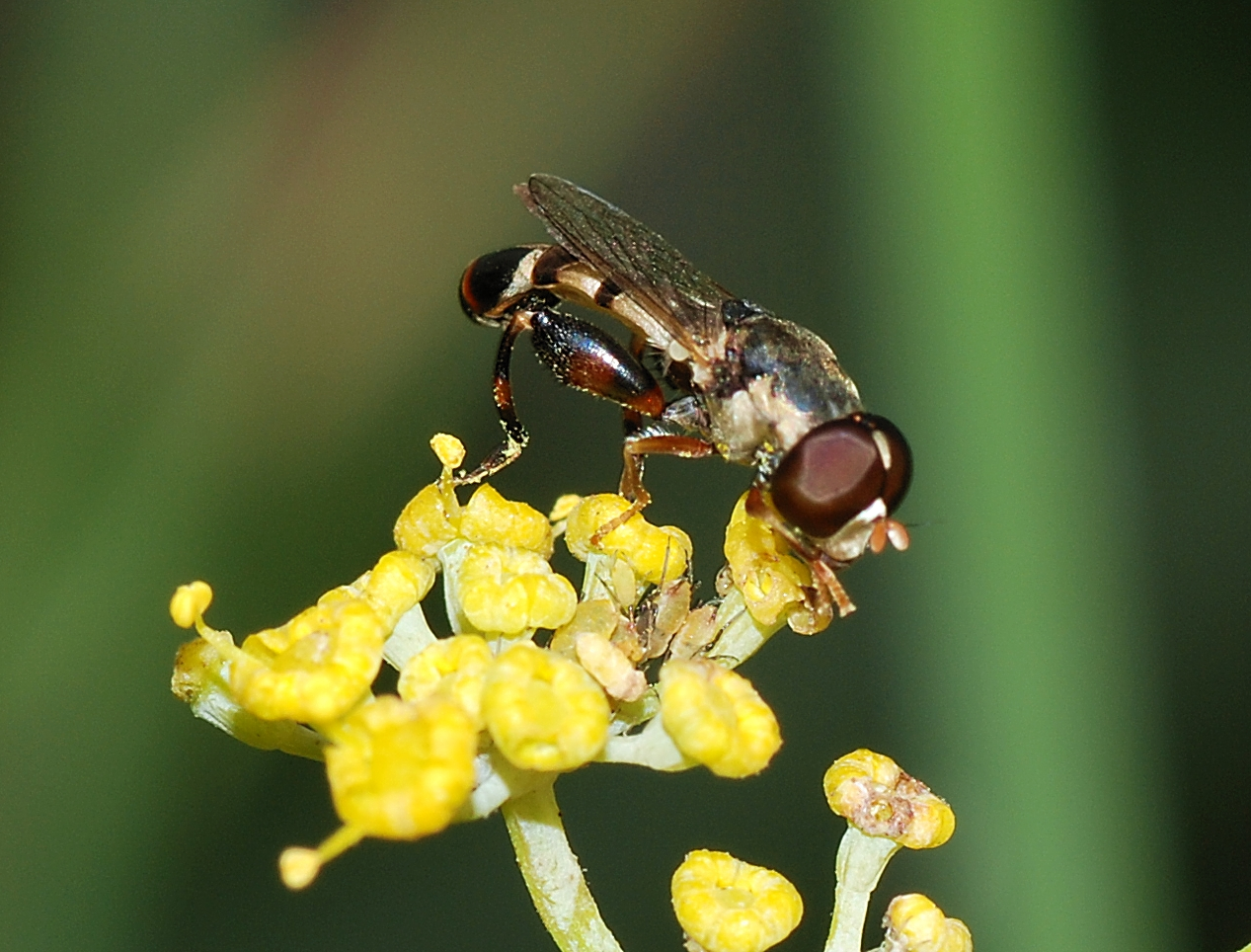
Kompostblomfluga (S. pipiens) hane

### Arter i Norden
Följande art förekommer i Norden och i Sverige.
- Kompostblomfluga (S. pipiens) (Linnaeus, 1758)

### Övriga arter (urval)
Nedan följer ett urval med arter i släktet.
- S. aenigmatopatria (Hardy, 1964)
- S. albopilosa (Lyneborg & Barkemeyer, 2005) - Västafrika
- S. barbata (Lyneborg & Barkemeyer, 2005) - Västafrika
- S. bulbus (Walker, 1849) - Västafrika
- S. divergata (Lyneborg & Barkemeyer, 2005) - Västafrika
- S. fasciata (Wiedemann, 1830) - Västafrika
- S. flaviventris (Macquart, 1842) - Afrika, Sydeuropa
- S. hackeri (Klocker, 1924) - Australien, Hawaii, Java
- S. indica (Wiedemann, 1824) - Indien, Nepal, Taiwan
- S. leucopleura (Bigot, 1859) - Västafrika
- S. longiseta (Lyneborg & Barkemeyer, 2005) - Västafrika
- S. noona (Lyneborg & Barkemeyer, 2005) - Papua Nya Guinea
- S. oceanica (Macquart) - Australien, Polynesien, Hawaii, Salomonöarna
- S. orientalis (Macquart) - Indien, Australien, Hawaii, Indonesien, Mikronesien
- S. papua (Lyneborg & Barkemeyer, 2005) - Papua Nya Guinea
- S. polita (Lyneborg & Barkemeyer, 2005) - Papua Nya Guinea
- S. snyderi (Shiraki, 1963) - Ogasawaraöarna
- S. stigmatica (Loew, 1858) - Västafrika
- S. vittata (Portschinsky, 1857) - Europa

## Etymologi
Syritta betyder vissla eller väsa på grekiska. Förmodligen syftande på att flugorna har ett pipande ljud.